# Acetylaceton-Verfahren
Das Acetylaceton-Verfahren, auch Acetylaceton-Methode genannt, ist ein Messverfahren zur Bestimmung von Formaldehyd. Es findet sowohl bei Emissions- als auch bei Immissionsmessungen Anwendung. Es beruht auf der Hantzschschen Dihydropyridinsynthese.

## Aufbau, Verfahren und Einsatz
Bei dem Verfahren wird das zu beprobende Gas (bei der Emissionsmessung ein Teilstrom des beladenen Abgases) durch ein Absorptionsgefäß geleitet, sodass das darin enthaltene Formaldehyd in der Absorptionslösung angereichert wird. Das im Abgas enthaltene Formaldehyd wird mit Acetylaceton und Ammoniumacetat zu Diacetyldihydrolutidin umgesetzt. Dessen Konzentration wird photometrisch erfasst; Diacetyldihydrolutidin hat bei 412 nm ein Absorptionsmaximum. Alternativ kann die Formaldehyd-Konzentration bei niedrigen Konzentrationen oder zur kontinuierlichen Messung fluorimetrisch durchgeführt werden
Das Acetylaceton-Verfahren kann bei Gasen mit hohem Wasser-Gehalt eingesetzt werden. Es wird unter anderem für Abgase aus Räucheranlagen und Feuerungen verwendet. Es ist nicht für Abgase geeignet, die mehr als 10 mg/m3 Schwefeldioxid enthalten, da es dann aufgrund von Querempfindlichkeiten zu Minderbefunden kommt. Ebenso störend sind Acetaldehyd-Gehalte, die über dem fünfzigfachen des Formaldehyd-Gehaltes liegen. Bei Immissionsmessungen stellen diese Randbedingungen in der Regel kein Problem dar.